# La Celle-Saint-Cloud
La Celle-Saint-Cloud település Franciaországban, Yvelines megyében. Lakosainak száma 20 440 fő (2022. január 1.). La Celle-Saint-Cloud Rueil-Malmaison, Vaucresson, Bougival, Louveciennes és Le Chesnay-Rocquencourt községekkel határos.

## Népesség
A település népességének változása:
| Lakosok száma | 21 264 | 21 037 | 21 407 | 20 966 | 20 830 | 20 692 | 20 496 | 20 476 | 20 440 |
|               | 2013   | 2015   | 2016   | 2017   | 2018   | 2019   | 2020   | 2021   | 2022   |